# Arnold Spencer-Smith

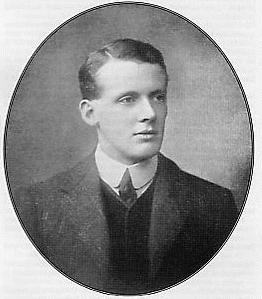
Arnold Spencer-Smith en 1907.

Arnold Patrick Spencer-Smith (17 de marzo de 1883 - 9 de marzo de 1916) fue un clérigo y fotógrafo aficionado británico que se unió a la Expedición Trans-Antártica Imperial de Sir Ernest Shackleton, de 1914 a 1917, como capellán y fotógrafo en el equipo del mar de Ross. Las dificultades de la expedición resultaron en la muerte de Spencer-Smith. El cabo Spencer-Smith en la isla White fue nombrado en su honor.

## Expedición antártica
Nunca se pudieron aclarar las razones por las cuales Spencer se unió a la Expedición Imperial Transantártica. Una de ellas asegura que había querido alistarse en el ejército al estallar la guerra, pero como clérigo se le prohibió el servicio como combatiente. Después de su llegada a la Antártida, su desconocimiento del trabajo polar y su limitada resistencia física se hicieron evidentes durante el primer viaje (enero a marzo de 1915), antes de ser enviado de vuelta a la base por el líder de la expedición Aeneas Mackintosh. Durante la temporada de invierno de 1915 trabajó en la base de Cabo Evans, principalmente en la sala oscura donde a veces celebraba servicios religiosos.
Las circunstancias de la expedición hicieron que Spencer-Smith fuera requerido para el viaje principal al Glaciar Beardmore durante la temporada de verano de 1915 a 16. Allí no mostró renuencia y trabajó incansablemente. Sin embargo, desgastado por el trabajo preliminar de acarrear provisiones hasta el depósito base de Minna Bluff durante un período de cuatro meses, no pudo soportar el esfuerzo físico requerido en el viaje principal hacia el sur, y se derrumbó antes de que se llegara al glaciar. Sin embargo, el equipo completó su misión de depósito y se trasladó hacia el norte en condiciones meteorológicas cada vez peores. Spencer-Smith, sin quejarse, pero en las últimas etapas ocasionalmente delirantes, murió en el trayecto el 9 de marzo de 1916, a la edad de 32 años, dos días antes de que la seguridad de Hut Point fuera finalmente alcanzada. Fue enterrado allí mismo, en el hielo.